# Бернар Боск'є
Бернар Боск'є (фр. Bernard Bosquier, нар. 19 червня 1940, Тонон-ле-Бен) — французький футболіст, що грав на позиції захисника.

## Клубна кар'єра
У дорослому футболі дебютував 1959 року виступами за команду клубу «Олімпік» (Алес), в якій провів два сезони, взявши участь у 30 матчах чемпіонату. 
Своєю грою за цю команду привернув увагу представників тренерського штабу клубу «Сошо», до складу якого приєднався 1961 року. Відіграв за команду з Сошо наступні п'ять сезонів своєї ігрової кар'єри. Більшість часу, проведеного у складі «Сошо», був основним гравцем захисту команди.
1966 року уклав контракт з клубом «Сент-Етьєн», у складі якого провів наступні п'ять років своєї кар'єри гравця. Граючи у складі «Сент-Етьєна» також здебільшого виходив на поле в основному складі команди. Протягом цього часу саме «Сент-Етьєн» домінував у французбкому футболі, здобувши зокрем чотири чемпіонських титули поспіль (у 1967-1970 роках). Боск'є був невід'ємною частиною успіхів команди, визнавався у 1967 та 1968 роках французьким футболістом року.
З 1971 року три сезони захищав кольори команди клубу «Олімпік» (Марсель). Тренерським штабом нового клубу також розглядався як гравець «основи». За цей час виборов ще один титул чемпіона Франції, ставав володарем Кубка Франції.
Завершив професійну ігрову кар'єру у нижчоліговому клубі «Мартіг», за команду якого виступав протягом 1974—1976 років.

## Виступи за збірну
1964 року дебютував в офіційних матчах у складі національної збірної Франції. Протягом кар'єри у національній команді, яка тривала 9 років, провів у формі головної команди країни 42 матчі, забивши 3 голи.
У складі збірної був учасником чемпіонату світу 1966 року в Англії.

## Титули і досягнення

### Командні
- Чемпіон Франції (5):

«Сент-Етьєн»:  1966–67, 1967–68, 1968–69, 1969–70
«Олімпік» (Марсель):  1971–72
- Володар Кубка Франції (3):

«Сент-Етьєн»:  1967–68, 1969–70
«Олімпік» (Марсель):  1971–72
- Володар Суперкубка Франції (3):

«Сент-Етьєн»:  1967, 1968, 1969

### Особисті
- Французький футболіст року (2):

1967, 1968